# Akron (Michigan)
Pour les articles homonymes, voir Akron.
Akron est un village dans le Comté de Tuscola de l'État américain du Michigan. La population était 461 habitants au recensement de 2000. Le village est situé sur la frontière entre le canton d'Akron sur le nord et le canton de Fairgrove au sud.